# Nick Sousanis
Walter Nickell Sousanis, mais conhecido como Nick Sousanis, é um professor, crítico de arte e cartunista norte-americano. Foi a primeira pessoa da Universidade Columbia a apresentar uma dissertação totalmente feita em forma de história em quadrinhos (Unflattening: A Visual-Verbal Inquiry into Learning in Many Dimension). Sua dissertação foi lançada no ano seguinte pela Harvard University Press e ganhou o Lynd Ward Graphic Novel Prize como livro do ano. Em 2018, Sousanis ganhou o Eisner Award e melhor história curta por A Life in Comics: The Graphic Adventures of Karen Green.  No mesmo ano, a edição brasileira de Unflattening (Desaplanar, editora Veneta) ganhou o 30º Troféu HQ Mix na categoria "melhor livro teórico".